# 费赫尔·拉约什
费赫尔·拉约什（匈牙利語：Fehér Lajos；1917年12月15日—1981年11月1日），匈牙利改革派，曾化名科瓦奇·久洛（匈牙利語：Kovács Gyula），匈牙利共产党中央政治局委员、中央书记处书记，匈牙利副总理。1956年匈牙利革命后，匈牙利经济改革的重要推动者。

## 生平
1917年，出生于匈牙利贝凯什州赛格豪洛姆的农民家庭。1928年，在彼得·安德鲁归正宗实验中学学习。1936年，在德布勒森归正宗神学大学蒂萨师范学院学习。1941年，获拉丁语和历史教师文凭，先后在《自由报》、《蒂萨报》、《小平原报》和《人民之声报》当记者。1942年，入党，在农村分管宣传鼓动工作。1943年，转入地下活动。1944年，纳粹德国占领匈牙利，任匈共军事委员会成员，参与游击队抗德。1945年，任布达佩斯警察总局政治部第一副主任，中校军衔，分管人员招募、干部人事和行政事务、肃清法西斯分子、战犯、卖国贼和箭十字党徒。
1946年，请调党中央书记处农村工作部。1947年，任《自由土地报》主编。1953年，支持纳吉·伊姆雷推行的“新阶段”改革。1954年，匈共六大，为中央候补委员，匈共中央机关报《自由人民报》编辑委员会成员、副总编辑、农业专栏作家。1955年，被开除出中央委员会，任巴拉顿纳吉-贝雷克国营农场主任。
1956年，1956年匈牙利革命后成立工农革命政府，为匈共中央临时执行委员会委员、中央农村工作部部长。1957年，为匈共中央委员、中央政治局委员。1959年，任匈共中央书记处书记，分管农业、匈共中央国家经济委员会委员。1962年，任匈牙利工农革命政府副总理。分管国防、地方行政管理、贸易、农业、食品工业、司法、内务以及中央人民监察委员会等部门。1966年，任匈共中央经济政策委员会委员、为党中央合作社政策社会工作委员会主席。1974年，由于苏联和保守派的打压，改革派的费赫尔·拉约什、阿策尔·捷尔吉、涅尔什·雷热和福克·耶诺被迫辞职。1975年，被解除政治局委员职务，保留中央委员。1981年，在布达佩斯逝世。

## 作品
- 《我们在布达佩斯的斗争》（1949年）
- 《匈牙利农业的前进道路》（1957年）
- 《社会主义农业发展》（1963年）
- 《农业发展的主要方向》（1966年）
- 《农业和合作社政策：1965-1969年》（1970年）
- 《所以发生》（1979年）
- 《关键的十年》（1987年）